# Grantsville (Maryland)
Grantsville – miasto w Stanach Zjednoczonych, w stanie Maryland, w hrabstwie Garrett.